# Мартинес, Анхель
Анхель Мартинес (исп. Ángel Martínez Cervera; родился 31 января 1986 года в Жироне, Испания) — испанский футболист, полузащитник.

## Клубная карьера
Анхель воспитанник футбольной школы испанского «Эспаньол». К основе его подпускают постепенно, впервые на поле в первой команде, полузащитник появляется 11 марта 2007 года в матче против сантендерского «Расинга». Всего в сезоне 2006/07, Мартинес принимает участие в семи играх, вдобавок к этому, он также выходит на поле в двух победных матчах команды в Кубке УЕФА.
В следующем сезоне, Анхель становится твердым игроком основы каталонского клуба, приминая участие в 28 матчах и дважды отмечается победными голами в играх против «Севильи», 3-2 и «Осасуны», 2-1. После того, как прихода на тренерский мостик Маурисио Почеттино, Мартинес, стал не так часто появляться на поле. В последний день летнего трансферного окна, клуб чуть было не подписывает аргентинского полузащитника Оскар Аумада, который выступает на позиции Анхеля. После этого Мартинес решает покинуть «Эспаньол» и переходит на правах аренды в клуб Сегунды, «Райо Вальекано».
Анхель выступает за «пчелок», на протяжении всего сезона 2009/10. Мартинес довольно быстро вписался в игровую схему столичной команды и помог ей выйти в Ла Лигу, по итогам сезона. Несмотря на желание «Райо» оставить игрока в команде, трансфер Мартинеса оказался для «пчелок» неподъемным, а на аренду «попугаи» не согласились. Каталонцы отказались усиливать конкурентов и продали Анхеля в клуб из его родного города, «Жирону».
В конце июля 2010 года, Мартинес окончательно расторг свой контракт с «Эспаньолом» и стал игроком «Жироны». Его дебют состоялся 29 августа, в победном матче против «Тенерифе», 4-2. Анхель принял участие почти во всех матчах команды, которая по итогам сезона, заняла 11 место в Сегунде.
25 июля 2011 года, Анхель подписывает контракт с английским «Блэкпулом», по схеме 2+1. Его официальный дебют состоялся 11 августа в матче против «Шеффилд Уэнсдей» на Кубок Англии, в котором он не забил пенальти. Впервые на поле в матчах Чемпионшипа Мартинес появился 27 сентября, в ничейной игре против «Ковентри Сити», 2-2.

## Личная жизнь
Старший брат Анхеля, Хосе, тоже футболист. Он защитник «Жироны», за которую они вдвоем выступали в сезоне 2010-2011.